# Internet via satélite

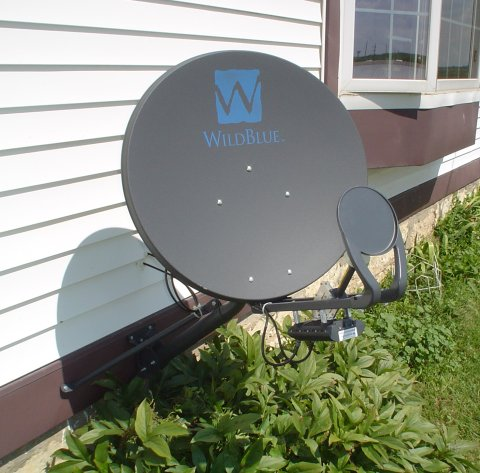
Antena parabólica de internet via satélite.

Internet via satélite é um método de acesso à Internet que pode ser oferecido em qualquer parte do planeta. Possibilita altas taxas de transferência de dados, sendo sua comunicação feita do cliente para o satélite e deste para o servidor (ou podendo passar o sinal por outros satélites interligados). Como a maioria dos serviços de banda larga, a transmissão por satélite se faz de modo bidirecional (recebimento e envio de dados). Atualmente, a velocidade da ligação via satélite está entre 5 e 22 Mbps. Existem diversos operadores, principalmente distribuidores de TV, que operam via satélite.
É de referir que este tipo de ligação tem latências altas, ou seja, não é aconselhada por exemplo, para quem a pretende usar para jogar online.

## História
O primeiro satélite de banda Ka lançado foi o Spaceway pela Hughes Aircraft em 1995. Em 2003 a Eutelsat lançou o primeiro satélite internet ready, em 2004 foi lançado o Anik F2, primeiro satélite de alto rendimento. Em 2011 o ViaSat-1 e em 2012 o HughesNet's Jupiter elevaram consideravelmente a velocidade de conexão de 3 Mbit/s para 15 Mbit/s...